# Хамада, Тихо
Тихо Хамада (яп. 浜田 千穂, род. 17 ноября 1992 года) — японская спортсменка, борец вольного стиля, чемпионка мира.

## Биография
Родилась в 1992 году. В 2012 году стала чемпионкой мира среди юниоров. В 2014 году выиграла чемпионат мира.